# Sapromyza lupulinoides
Sapromyza lupulinoides är en tvåvingeart som beskrevs av Samuel Wendell Williston  1897. Sapromyza lupulinoides ingår i släktet Sapromyza och familjen lövflugor. Inga underarter finns listade i Catalogue of Life.